# Sebastian Schwager
Sebastian Schwager (født 4. januar 1984) er en tidligere tysk professionel cykelrytter, som cyklede for det professionelle cykelhold Milram.